# Черновики будущего
«Черновики будущего» (латыш. „Nākotnes melnraksti”) — серия книг Яниса Урбановича, Игоря Юргенса и Юриса Пайдерса с изложением подлинных свидетельств и документов истории Латвии XX века. В основе — архивные материалы, газетные публикации, которые служат темой для дискуссий авторов о непростых событиях развития Латвии в геополитическом и историческом контексте. Использованы материалы из Национального архива США, Государственного архива Российской Федерации, Латвийского государственного архива кинофотофонодокументов.

## Содержание серии
Как сообщает издатель, директор Балтийского форума Александр Васильев в предисловии к первой книге, изначально авторов не удовлетворяла трактовка истории, принятая в советской исторической науке, а затем альтернативная трактовка, навязываемая в восстановившей независимость Латвии. Поэтому было решено собрать в книгах исторические документы, которые стали основой для полемики авторов и приглашением к читателю сделать собственные выводы о событиях и фигурах XX века в Латвии.
Книги выходили синхронными изданиями на латышском и русском языках.

### Первый том (2011)
- «Черновики будущего. Латвия 1934—1941». 543 с. ISBN 978-9984-9-8. Послесловие доктора исторических наук Э. Жагарса.
- «Nākotnes melnraksti. Latvija 1934—1941». 448 lpp. ISBN 978-9984-8-1.

В книге опубликованы несколько сот документов и исторических свидетельств, некоторые из них впервые. Они наглядно показывают, что реальная интеграция Латвийской Республики в СССР началась значительно раньше, чем это было принято считать, проводя ее историческую границу 17 июня 1940 года. Решение латвийской политической элиты не противиться включению Латвии в сферу влияния СССР было продиктовано надеждой избежать участия в грядущей войне и одновременно в условиях военной блокады переориентировать внешнюю торговлю Латвии с западных стран на СССР.
Экономика Латвии смогла бы выстоять только первые девять месяцев с начала Второй мировой войны при условии, что прямые боевые действия на ее территории не велись. Подорвали экономику страны следующие обстоятельства: торговая блокада из-за начала военных действий в Европе осенью 1939 года, наступившая вслед за этим нетипично холодная зима, необходимость платить Германии за репатриацию прибалтийских немцев, частичное материальное обеспечение частей РККА, дислоцированных на территории Латвии с осени 1939 года по межгосударственному договору с СССР от 5 октября 1939 года.
Латвийское правительство добровольно приняло решение в вхождении сферу интересов СССР, так как считало это меньшим злом. Если считать, что Латвия 17 июня 1940 года была оккупирована, то надо признать: латвийский президент того времени Карлис Ульманис фактически предал интересы народа Латвии. Историк Эрик Жагарс, посвятивший жизнь изучению исторических событий 1940—1941 годов (его фундаментальный труд — «Социалистические преобразования в Латвии. 1940—1941», Рига, 1975), в своей рецензии на первую часть книги «Черновики будущего» делает следующий вывод: «Завершаю очень позитивной оценкой проделанной авторами работы. Хотелось бы указать на то, что в истории Латвии остается большое белое пятно: нет серьезных исследований об уровне жизни в Латвии в 30-е годы XX века, хотя материалы хорошо сохранились, и это не позволило бы спекулировать насчет „золотых лет“ и невиданного расцвета. Глорификация Ульманиса в значительной степени связана с тем, что детские и юношеские годы поколения нынешних пенсионеров пришлись именно на улманисовские времена, а в молодости жизнь всегда кажется лучше».

### Второй том (2012)
- «Черновики будущего. Латвия 1941—1947». 831 с. ISBN 978-9934-8289-1-1.[4]
- «Nākotnes melnraksti. Latvija 1941—1947». 751 lpp. ISBN 978-9934-8289-0-4.

Описывая один из наиболее трагичных периодов латвийской истории — с 1941 по 1947 год, книга содержит в полтора раза больше исторических документов, в том числе выступления советских руководителей И. Сталина и В. Молотова (переведённые на латышский язык), не издававшиеся более 50 лет, а также речи «вождя великой Германии» Адольфа Гитлера, его министра иностранных дел фон Риббентропа, других нацистских руководителей, а также лидеров западных союзников — У. Черчилля и Ф. Рузвельта.
Книга иллюстрирована архивными фотографиями, вырезками из газет того времени, постановлениями и законами воюющих государств и их оккупационных администраций, текстами приговоров судов и коммюнике международных переговоров и встреч на высшем уровне. Все эти документы складываются в картину грандиозной трагедии военных лет, которая опровергает множество мифов, созданных в последнее двадцатилетие.
О том, что в 1940 году Латвия была процветающим демократическим государством, тогда как в ней царил жёсткий авторитарный режим Карлиса Улманиса, а в своих мемуарах, надиктованных в 1940 году, тот не скрывал симпатий к государственному устройству СССР и сильному участию государства в экономике.
О том, что цензура в Латвии — порождение советского строя, тогда как с 1934 года она уже была беспощадным инструментом для уничтожения любой критики Ульманиса. Были в одночасье закрыты 54 газеты и журнала, число запрещённых книг к маю 1939 года достигло 810.
О том, что Карлис Ульманис был рачительным мудрым хозяином. Уже с началом в сентябре 1939 года мировой войны выяснилось, что Латвия к ней абсолютно не готова. В стране отсутствуют элементарные запасы сырья для промышленности, топлива, горюче-смазочных материалов и даже многих видов продовольствия. Страна немедленно перешла на жёсткую карточную систему и жесткое нормирование. Обменный курс лата директивно устанавливался государством. При покупке обуви или одежды в паспорте ставили штамп, запрещающий следующую покупку. Личные запасы продуктов следовало декларировать в полиции.
О массовых репрессиях, реально начавшихся задолго до прихода советской власти. После переворота 1934 года были арестованы все латвийские левые политики, а осенью 1939 года началась вынужденная репатриация нескольких десятков тысяч балтийских немцев по условиям соглашения, подписанного между Латвией и нацистской Германией, происходившая на грабительских условиях. До отъезда они должны были распродать свое движимое и недвижимое имущество, а поскольку многие немцы жили тут веками, они были состоятельными латвийскими гражданами и в Риге владели 36 % недвижимости. Цены на дома и земли, на ценные бумаги банков и предприятий резко упали, а обмен вырученных денег на рейхсмарки обеспечивался по невыгодному курсу. Государство в это же время ввело запрет на продажу ювелирных изделий, так что купить за латы золото и драгоценности немцы также не могли. С отъездом высокообразованного немецкого меньшинства освободились порядка 200 профессорских и преподавательских ставок в вузах, тут же занятых латышами. Они также получили сотни высокооплачиваемых вакансий чиновников, банковских служащих, учителей, сельских пасторов, фармацевтов и т. д., а также решающий голос на Рижской бирже. Поскольку депортация оказалась для многих выгодным делом, впоследствии люди не так уж возражали против массовых репрессий советского времени и Холокоста.

### Третий том (2013)
- «Черновики будущего. Латвия 1948—1955». 743 с. ISBN 978-9934-8289-3-5.
- «Nākotnes melnraksti. Latvija 1948—1955». 711 lpp. ISBN 978-9934-8289-2-8.

Работа над третьим томом цикла оказалась наиболее сложной, так как период 1948—1955 годов практически не исследовался историками, за исключением одного факта — массовой депортации «нелояльных» жителей в марте 1949 года. Авторы считают, что она повлияла на сотни тысяч жителей Латвии, так как в значительной мере подорвала основу латвийского крестьянства.
Однако ещё живы те, кто помнит трудные послевоенные годы. Эти воспоминания стали для авторов своеобразным камертоном, помогающим сохранять объективность и разносторонность освещения этого драматичного и противоречивого периода, обеспечившего фактическое выживание латышского народа.
События в Латвии, показанные в книге в широком международном контексте, разрушают один из самых популярных в последние годы стереотипов — о том, что проводившаяся советской властью политика была направлена исключительно против латышей. «Как бы нам ни хотелось думать, что деятельность Советов в Латвии была особой и направленной против латышей и Латвии политикой, многие ее проявления, включая крупные депортации, были лишь небольшим фрагментом международной и идеологической политики, которую проводил СССР», — пишет Янис Урбанович.
«Черновики будущего» ломают и весьма распространенный стереотип о том, что в советское время никакие экономические ценности не создавались. Юрис Пайдерс доказывает, что напротив, в советский период в Латвии были восстановлены и построены мосты, построена сеть дорог с твёрдым покрытием и железнодорожных путей и станций, половина из которых была электрифицирована, построены две большие ГЭС — Плявиньская и Рижская, которые сегодня по-прежнему работают. Публицист отмечает, что в соответствии с законами СССР собственность и доходы, из которых выплачивались пенсии, не отделялись от остального госимущества и госфинансов. И что после восстановления независимости Латвии первое, что надо было сделать, — это отделить пенсионные накопления и собственность. «Но желание лидеров того времени было таким: пенсионные накопления не отделять, а всю госсобственность по возможности быстрее приватизировать (разворовать). Собственность попала в руки новых богачей, а за созданное в советское время национальное богатство, которое осталось на территории Латвии и стало госсобственностью Латвии, пенсионерам даже не сказали спасибо», — подчеркивает Пайдерс.
«Те, кто после войны сопротивлялся советскому режиму, спасли государственность Латвии в той же степени, как и те, кто сотрудничал с режимом Сталина. Первые и вторые, дополняя друг друга, добились того, что латышский народ не был разбросан по просторам России, что природные богатства Латвии не были вычерпаны до дна и что правящий режим в Латвийской ССР был в основном либеральнее и мягче, чем на остальной части СССР», — делает вывод Я.Урбанович.

### Четвёртый том (2016)
- «Черновики будущего. Латвия 1956—1991». 464 с. ISBN 978-9934-8289-5-9.
- «Nākotnes melnraksti. Latvija 1956—1991». 448 lpp. ISBN 978-9934-8289-4-2.

В этой книге описаны события последнего советского периода, интересную трактовку которых высказал Игорь Юргенс, неплохо знавший политических деятелей последних годов СССР, некоторых — лично.
Книга создавалась на фоне роста напряжённости в отношениях между Россией и ЕС, поэтому неоценимой оказалась помощь российского посла в Латвии Александра Вешнякова при работе с архивами. Комментируя противоречия политиков России и Латвии, Янис Урбанович иронизировал над своими согражданами: они пытаются представить, что появились на свет сорокалетними, и никакого советского прошлого у них нет. Те, кто часто говорит об обреченности советской экономики, забывают, что независимая Латвия построила очень мало и до сих пор эксплуатирует 80 % построенного тем самым «обречённым» на поражение Союзом. «Если то государство обречено, то что говорить о государственном строе, создавшем еще меньше?» — спрашивает Я. Урбанович. Он напомнил, как накануне Brexit премьер-министр Великобритании Кэмерон рассказывал, что все положительное во время членства Британии в Евросоюзе сделала сама Британия, а от Европы одни неприятности. «Равно и при развале СССР был такой же „конструктив“. Мол, все хорошее, это наша заслуга. А все неудачи — проклятый совок. Как говорится — ничего нового».
Наиболее сложной для освещения в книге оказалась фигура М. С. Горбачёва. Став членом Политбюро, в 1983 году, он не получил согласия от генсека Андропова на знакомство с точными цифрами военного бюджета СССР. А когда стал генсеком ЦК КПСС, то выяснил — сверхнормативные народнохозяйственные ресурсы страны «на случай ядерной войны» составляли ее годовой ВВП. И все реформаторские расчеты Михаила Сергеевича строились на этом. По мнению соавтора «Черновиков» Юриса Пайдерса, СССР разрушился в результате неоднократных и непродуманных экономических экспериментов.
«Хрущёв и Горбачёв были самыми большими импровизаторами, — дополнил Янис Урбанович. — Но каждый лидер — это трагичная фигура, в первую очередь для своих близких. Маленький человек может быть счастлив даже после смерти — в памяти родных. А большая личность всегда совершает неоднозначные поступки. Взять Антанаса Снечкуса — он был ближе всех балтийских лидеров к Сталину. Или Борис Карлович Пуго, которого я знал лично. И понимал его характер. Он никогда ни в какой ГКЧП не вошёл бы без санкции „верховного начальника“, то есть Горбачёва! Наверное, Горбачёв мог знать больше всех — но вопрос, хотел ли он пользоваться этим знанием. И он был манипулируемым — не только Раисой Максимовной, но и всякими зубрами вроде Яковлева. Я критичен к Горбачёву. Он дёргал за ручки и запустил в дом такие сквозняки, что там все заполыхало. Он ответствен за искалеченные судьбы людей и народов».

## Редакционный коллектив
Издатель серии — неправительственный Балтийский форум, организатор ежегодных конференций в Латвии по проблематике отношений Европы, России и США.
Ответственный за выпуск — директор Балтийского форума Александр Васильев.
Переводчики и редакторы — Ксения Загоровская, Ина Ошкая.

## Издание на других языках
В 2016 году началась подготовка издания первых трёх томов «Черновиков будущего» в КНР на северокитайском языке. Этим занимается институт при международном отделе ЦК КПК.